# Slovenija na Zimskih olimpijskih igrah 2010
Slovenija na Zimskih olimpijskih igrah 2010.

## Medalje
|           | Zlato | Srebro | Bron | Skupno |
| Slovenija | 0     | 2      | 1    | 3      |

## Po športih

### Alpsko smučanje
- Mitja Dragšič
- Aleš Gorza
- Janez Jazbec
- Andrej Jerman
- Andrej Križaj
- Rok Perko
- Andrej Šporn
- Bernard Vajdič
- Mitja Valenčič
- Ana Drev
- Maruša Ferk
- Tina Maze

### Akrobatsko smučanje
- Saša Farič
- Filip Flisar

### Biatlon
- Klemen Bauer
- Peter Dokl
- Janez Marič
- Vasja Rupnik

- Tadeja Brankovič-Likozar
- Teja Gregorin
- Andreja Mali
- Dijana Ravnikar

### Deskanje na snegu
- Rok Flander
- Žan Košir
- Glorija Kotnik
- Rok Marguč
- Rok Rogelj
- Cilka Sadar
- Izidor Šušteršič

### Nordijska kombinacija
- Gašper Berlot
- Mitja Oranič

### Sankanje
- Domen Pociecha

### Skeleton
- Anže Šetina

### Smučarski teki
- Anja Eržen
- Vesna Fabjan
- Barbara Jezeršek
- Petra Majdič
- Katja Višnar

### Smučarski skoki
- Jernej Damjan
- Robert Kranjec
- Mitja Mežnar
- Primož Pikl
- Peter Prevc

### Umetnostno drsanje
- Gregor Urbas
- Teodora Poštič